# 埃德蒙德·卡普拉尼
埃德蒙德·卡普拉尼（Edmond Kapllani，1982年7月31日—）是一位阿尔巴尼亚足球运动员，场上位置为前锋。身高1米84，双脚皆擅长使用。头球是其强项，尽管身形彪悍，但一对一自信稍显不足。

## 生平

### 球會
卡普拉尼初期在阿尔巴尼亚国内联赛效力，自2004年起为卡尔斯鲁厄队效力。2009年以自由身加盟德乙的奧格斯堡，簽約到2011年。上半季僅獲派在兩場聯賽及一場德國盃上陣，於2010年1月7日被外借到另一支德乙球隊科布倫斯直到球季結束。

### 國家隊
此外卡普拉尼还曾为阿尔巴尼亚国家足球队出场25次，有6粒入球。

## 外部連結
- Edmond Kapllani's  official website （页面存档备份，存于） （德文）
- Edmond Kapllani's profile at official KSC website （德文）
- Weltfussball.de provides profile and stats for Edmond Kapllani （德文）
- Career stats for Edmond Kapllani at fussballdaten.de （页面存档备份，存于） （德文）